# Campionati austriaci di ski cross 2019
I Campionati austriaci di ski cross 2019 si sono svolti a Pitztal il 24 novembre del 2018. Il programma ha incluso sia la gara femminile che la gara maschile. 
Trattandosi di competizioni valide anche ai fini del punteggio FIS, vi hanno partecipato anche sciatori di altre federazioni, senza che questo consentisse loro di concorrere al titolo nazionale austriaca.

## Risultati

### Uomini
| Pos. | Atleta         | Nazione  |
| ---- | -------------- | -------- |
| 1    | Joos Berry     | Svizzera |
| 2    | Robert Winkler | Austria  |
| 3    | Jonas Lehnerr  | Svizzera |
| 4    | Armin Niederer | Svizzera |
| 5    | Ryan Regez     | Svizzera |
| 6    | Brady Leman    | Canada   |
| 7    | Adam Kappacher | Austria  |
| 8    | Bastien Midol  | Francia  |
| 9    | Daniel Traxler | Austria  |

### Donne
| Pos. | Atleta              | Nazione   |
| ---- | ------------------- | --------- |
| 1    | Marielle Thompson   | Canada    |
| 2    | Fanny Smith         | Svizzera  |
| 3    | Sanna Luedi         | Svizzera  |
| 4    | Priscilla Annen     | Svizzera  |
| 5    | Andrea Limbacher    | Austria   |
| 6    | India Sherret       | Canada    |
| 7    | Brittany Pheland    | Canada    |
| 8    | Nikol Kucerova      | Rep. Ceca |
| 9    | Alizee Baron        | Francia   |
| 10   | Talina Gantenbein   | Svizzera  |
| 20   | Lisa Esenbeitl      | Austria   |
| 29   | Christina Födermayr | Austria   |